# Iglesia de la Inmaculada Concepción (Almargen)
La Iglesia de la Inmaculada Concepción, en Almargen, provincia de Málaga, fue construida en el siglo XVI y reformada a finales del siglo XVII. Esta iglesia presenta en la fachada principal una portada manierista coronada por una espadaña barroca. En su interior destacan las primitivas armaduras mudéjares de lazo que cubren la nave central y el presbiterio. Además de las tablas góticas, restauradas recientemente. 